# Mauricio Serna
Mauricio Alberto Serna Valencia, soprannominato Chico (Medellín, 22 gennaio 1968), è un ex calciatore colombiano.

## Palmarès

### Club

#### Competizioni nazionali
- Campionato colombiano: 2

Atlético Nacional: 1991, 1994
- Campionato argentino: 3

Boca Juniors: Apertura 1998, Clausura 1999, Apertura 2000

#### Competizioni internazionali
- Coppa Interamericana: 1

Atlético Nacional: 1995
- Coppa Libertadores: 2

Boca Juniors: 2000, 2001
- Coppa Intercontinentale: 1

Boca Juniors: 2000

### Individuale
- Equipo Ideal de América: 3

1998, 2000, 2001